# 罗伯特·惠特尼·沃特曼
罗伯特·惠特尼·沃特曼（Robert Whitney Waterman，1826年12月15日—1891年4月12日），美国政治家，共和党人，曾任加利福尼亚州副州长（1887年）和加利福尼亚州州长（1887年-1891年）。